# Johann Heinrich Besser

Johann Heinrich Besser (* 1. November 1775 in Quedlinburg; † 16. Oktober 1826 in Hamburg) war ein deutscher Buchhändler und Verleger.

## Leben und Wirken
Besser wurde als Sohn des Oberpfarrers Wilhelm Christoph Besser in Quedlinburg geboren, ging jedoch nach Hamburg und erlernte hier den Beruf eines Buchhändlers im Geschäft von Carl Ernst Bohn. Für seine rasch angewachsenen Kenntnisse spricht, dass Besser noch während seiner Lehrzeit die Leitung der Kieler Filiale übernahm. Von entscheidender Bedeutung für sein weiteres Leben sollte die Bekanntschaft mit dem 1793 als Gehilfe nach Hamburg gekommenen Friedrich Christoph Perthes sein, welchen er bereits auf der Leipziger Buchmesse kennengelernt hatte und nun in den Kreis um Johannes Michael Speckter, Friedrich August Hülsenbeck (1766–1834) und Daniel Runge einführte. Eine lebenslange Freundschaft verband ihn mit dem Maler Philipp Otto Runge, der ihn auch porträtierte. 
Besser war von Anfang an in die 1796 begründete Perthes’sche Buchhandlung involviert. Mit dem Ziel, ein Lesekabinett zur weiteren Verbreitung englischer Literatur zu errichten, ging er 1797 an die Universität Göttingen, studierte dort ein Jahr lang Literaturgeschichte und knüpfte Kontakte zu den dortigen Gelehrten und Bibliothekaren. Das vorzeitige Ausscheiden der bisherigen Kompagnons Perthes’ machten die anschließend geplante Englandreise zunichte: Besser wurde nun dringender in der Hamburger Buchhandlung gebraucht. 1799 wurde er als neuer Teilhaber aufgenommen, 1803 heiratete er Perthes’ Halbschwester Wilhelmine Charlotte Christiane Schilling (19. März 1785 – 16. Oktober 1872) und wurde so in die Familie integriert. Bessers vielfältige sprachliche, literarische und geographische Kenntnisse stellten eine wesentliche Voraussetzung für die bald darauf einsetzenden intensiven Geschäftskontakte nach West- und Nordeuropa dar – ein entscheidender Wettbewerbsvorteil gegenüber den anderen Hamburger Buchhandlungen. Das Geschäft stieg rasch zum größten der Stadt auf und überstand auch die schweren Krisen der Jahre 1799 und 1806; einen besonderen Schub bewirkte schließlich die Eingliederung ins Empire (1811) und damit in die französische Freihandelszone. Besser erkannte sofort die hiermit verbundenen Chancen und trug mit verschiedenen Projekten maßgeblich zum Aufschwung des Geschäfts bei: u. a. mit der Einrichtung eines Lesekabinetts für frz. Administration/Justiz (1812), der Herausgabe des „Jahrbuchs für die hanseatischen Departements“ (1812) – wovon er die Hälfte selbst verfasste – sowie dem Aufbau eines Landkartenlagers in Zusammenarbeit mit dem Verleger Friedrich Justin Bertuch.
Als Mitinitiatoren der Hamburger Bürgergarde und der Vertreibung der Franzosen mussten Besser und Perthes Ende Mai 1813 aus Hamburg fliehen. Während Letztgenannter als Stabsoffizier der Bürgergarde nach Mecklenburg ging und dort das „Hamburger Direktorium“ als eine Art Exilregierung mitbegründete, kümmerte sich Besser von Kiel aus um dessen Familie und die Aufrechterhaltung des Geschäftsbetriebs. Nach Kriegsende reiste Besser 1814 für einige Monate nach London, um die früheren Kontakte wiederherzustellen. Da hier keine wesentlichen Fortschritte zu erzielen waren, kehrte Besser vorzeitig nach Hamburg zurück und half beim Wiederaufbau des Geschäftsbetriebes. Die Umfirmierung der Buchhandlung in „Perthes & Besser“ bestätigt indirekt das große Vertrauen, welches Perthes in seinen Kompagnon setzte.

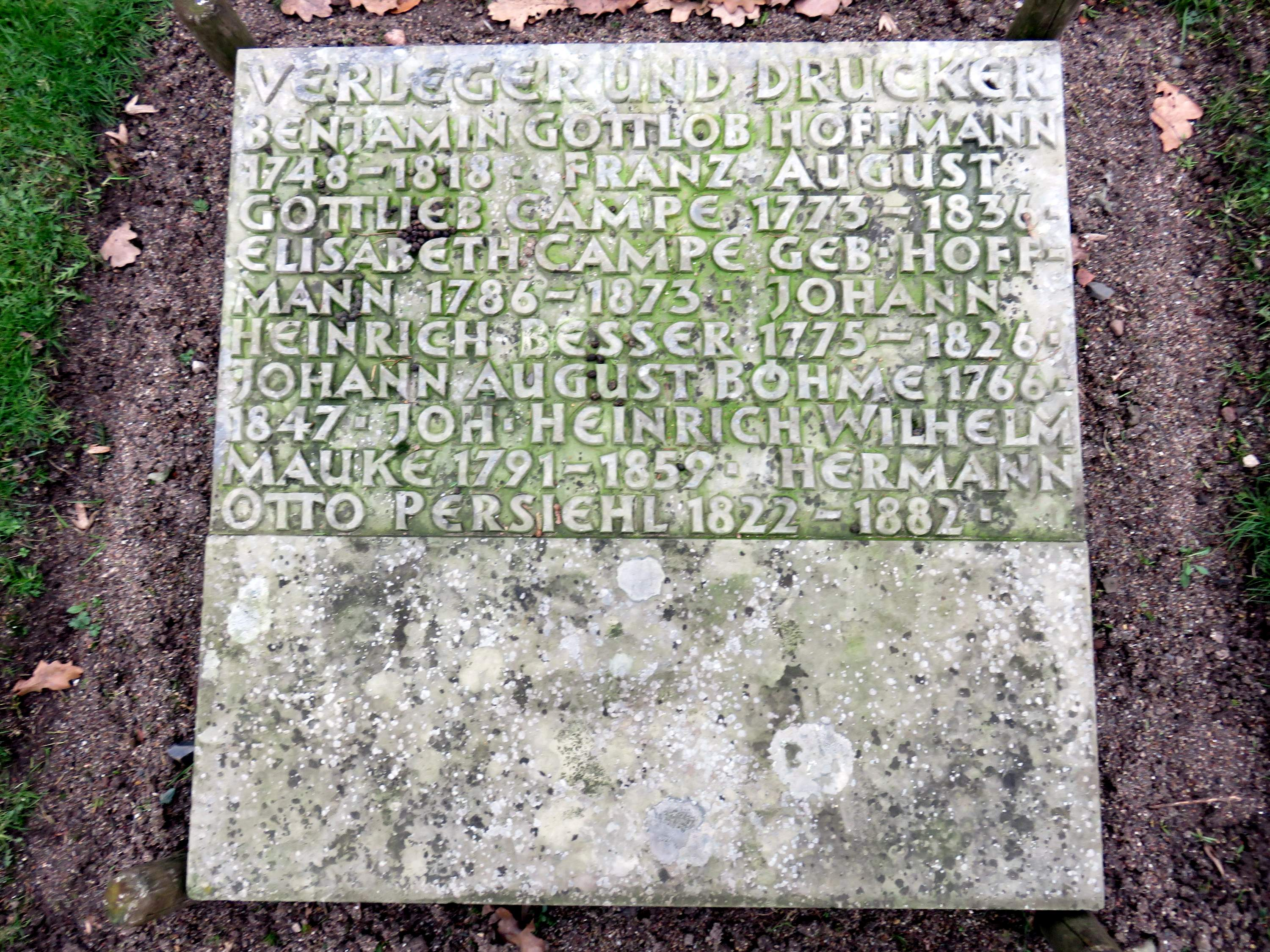
Grabmaltafel Althamburgischer Gedächtnisfriedhof Ohlsdorf

Mit dem Weggang von Perthes nach Gotha im März 1822 und der Gründung eines eigenen Verlags fiel Besser die alleinige Verantwortung für die Buchhandlung Perthes & Besser zu, auch wenn Perthes (stiller) Teilhaber blieb. Eine wichtige Stütze erwuchs Besser in seinem Gehilfen Johann Wilhelm Mauke, der 1823 Bessers Tochter Auguste Wilhelmine heiratete und als Teilhaber aufgenommen wurde. Das Geschäft profitierte von der beginnenden Konjunktur des Buchmarkts und blieb eines der größten in ganz Deutschland. Bessers überraschender Tod (Ende 1826) traf seinen Freund Perthes hart, dank dessen und Maukes Engagement konnte die Buchhandlung aber ohne Einbußen weitergeführt werden. Die zu diesem Zeitpunkt noch unmündigen Söhne Wilhelm (1808–1848) und Rudolf Besser (1811–1883) traten 1836 als Teilhaber ein. Perthes zog sich endgültig zurück; das Geschäft firmierte nun als „Perthes, Besser und Mauke“ und existiert noch heute – allerdings nicht mehr eigenständig, sondern als Tochter der Gruppe Schweitzer Fachinformationen – als „W. Mauke Söhne“.
Im Bereich des Althamburgischen Gedächtnisfriedhofs des Ohlsdorfer Friedhofs wird auf dem Sammelgrabmal Verleger und Drucker an Johann Heinrich Besser erinnert (zusammen mit u. a. Benjamin Gottlob Hoffmann, August Campe, Johann Wilhelm Mauke).